# Vinoba Bhave
Vinoba Bhave (विनोबा भावे), né le 11 septembre 1895 et mort le 15 novembre 1982, est un des premiers disciples de Gandhi, dont il a poursuivi et amplifié le travail de justice sociale après sa mort, notamment en matière de réformes agraires et foncières en Inde. Il est l'un des initiateurs des mouvements Bhoodan et Gramdan.

## Biographie
Bien que Gandhi ne dissociât jamais de son œuvre émancipatrice deux versants complémentaires, qu'il concevait comme inséparables (d'une part l'indépendance de l'Inde, et d'autre part l'autonomie des villages), il convient cependant de considérer qu'en pratique, seul le premier aspect a absorbé ses efforts jusqu'à sa mort. Plusieurs années après, Vinoba Bhave, fils d'une pieuse famille de brahmanes, celui que Gandhi considérait comme le plus cher de ses disciples, reprit, poursuivit et approfondit le projet global d'émancipation non violente du peuple indien. C'est donc lui qui entreprit, à pied, de réaliser l'objectif de l'autonomie des villages, sans quoi d'après Gandhi, l'Indépendance n'eût servi à rien. 
Voulant se départir, d'une part des dirigeants indiens (dont Jawaharlal Nehru, autre disciple déclaré de Gandhi), résolument tournés vers un processus d'industrialisation massive de l'Inde, et d'autre part, des tendances marxistes, autoritaires, influentes dans certains États de l'Inde, Vinoba Bhave expérimenta de nouveaux modes d'actions non violents.  Il s'engagea dans la résolution du problème agraire, dont souffraient des millions de paysans sans terre. Il lança le mouvement de Budhan (don de terre). Dans l'histoire des réformes agraires, cette expérience est à ce jour (2016) unique à cette échelle, bien que des dons de terre privés de moindre ampleur aient été observés également dans le monde à l'initiative de leurs propriétaires.
Fort de ses succès à travers le pays, il décida d'approfondir davantage la cohérence de son mouvement en incitant à faire collectiviser, de manière volontaire, non violente, la totalité des terres, ce que firent certains villages (il est à rappeler que la terre en Inde, avant la colonisation britannique, n'appartenait de facto qu'à ceux qui la travaillaient, c'est-à-dire que la terre n'appartenait à personne : un homme ne peut être « propriétaire » de la terre, la Terre qui est une déesse dans l'hindouisme, une des deux épouses de Vishnou).
Sa philosophie est fortement marquée par l'ahimsâ et la compassion envers tout homme, toute créature ; il travailla aussi à la fin de la pratique de l'abattage des vaches dans le pays.
Il décide de décéder selon les règles de la mort par inanition, se privant de nourriture pendant de nombreux jours, à l'âge de 87 ans, suivant une pratique sacrée commune aux ascètes hindous et jaïns, auto-sacrifice couronnant une vie pieuse en Inde.
Une biographie de Vinoba, à l'époque peu connu en France et encore vivant, parut sous forme d'histoire en images dans le magazine pour la jeunesse Cœurs Vaillants le 17 août 1961 sous le nom de Vinoba le juste. Elle était dessinée par André Chéret.
Martin Luther King, qui visita Vinoba Bhave en Inde en février 1959, aurait dit, au sortir de l'entretien  : « C'est un dingue » (« kook »).